# Syrrhopodon mooreae
Syrrhopodon mooreae là một loài rêu trong họ Calymperaceae. Loài này được Besch. H. Whittier mô tả khoa học đầu tiên năm 1974.